# Peter Ostroushko
Peter Ostroushko (Mineápolis, 12 de agosto de 1953-24 de febrero de 2021) fue un violinista y mandolinista estadounidense. Actuó regularmente en el programa de radio A Prairie Home Companion y con una variedad de bandas y orquestas en Minneapolis-Saint Paul y a nivel nacional. Ganó un premio Emmy regional por la banda sonora que compuso para la serie documental Minnesota: A History of the Land (2005).

## Biografía
Nacido el 12 de agosto de 1953 y de ascendencia ucraniana, Ostroushko creció en el noreste de Mineápolis, donde comenzó a aprender a tocar la mandolina a los tres años. Lanzó numerosas grabaciones y fue un actor habitual en el programa de radio A Prairie Home Companion.

### Bob Dylan, Willie Nelson, mandolina
La primera sesión de grabación de Ostroushko fue un músico de mandolina no acreditado en Blood on the Tracks de Bob Dylan. Realizó una gira con Robin y Linda Williams, Norman Blake y Chet Atkins. Ostroushko también trabajó con Emmylou Harris, Willie Nelson, Johnny Gimble, Greg Brown y John Hartford, entre muchos otros.

### Orquestal
Ostroushko actuó con la Orquesta de Minnesota y la Orquesta de Cámara de Saint Paul. Las composiciones de Ostroushko han sido interpretadas por la Saint Paul Chamber Orchestra, la Minnesota Sinfonia, la Rochester Symphony Orchestra, la Des Moines Symphony y la Kremlin Chamber Orchestra. Ken Burns utilizó música de Heart of the Heartland para el documental de PBS Lewis & Clark: The Journey of the Corps of Discovery y su arreglo de "Sweet Betsy from Pike" se utilizó en Mark Twain de Burns. También ha compuesto música para espectáculos de Circus Juventas, un circo juvenil de Saint Paul.

### Televisión y radio
Ostroushko apareció en televisión en Austin City Limits, Late Night with David Letterman y Mister Rogers 'Neighborhood, además de actuar regularmente en A Prairie Home Companion de Garrison Keillor.

### Premios
Ostroushko recibió un premio Emmy regional por su banda sonora de la serie de 2005 de PBS Minnesota: A History of the Land.

## Personal
Ostroushko estaba casado con la productora de radio pública Marge Ostroushko con la cual tuvo una hija, Anna.
En enero de 2018 sufrió un derrame cerebral y dejó de actuar, por lo que se creó en beneficio de su salud una página de GoFundMe para ayudar con las facturas médicas. Murió de insuficiencia cardíaca el 24 de febrero de 2021 a los 67 años de edad.

## Discografía
Adapted from Apple Music and AllMusic.
- Sluz Duz Music (1985) Más redondo
- Por las calles de mi antiguo barrio (1986) Rounder
- Peter Ostroushko presenta a los Mando Boys (1986) Red House
- Buddies of Swing (1987) Casa roja
- Mesa azul (1989) Casa roja
- Duo (1991) Red House (con Dean Magraw )
- Heart of the Heartland (1995) Casa roja
- Peregrinos en el camino del corazón (1997) Red House
- Sagrado Corazón (2000) Casa Roja
- Encuentro sobre el suelo del sur (2002) Red House (con Norman Blake )
- Bajando de Red Lodge (2003) Red House
- Minnesota: Una historia de la tierra (2005) Red House
- Concierto navideño de Heartland (2005) Red House
- Postales (2006) Red House
- The Mando Boys Live: Holstein Lust (2006) Borderland
- Peter se une al circo (2008)
- Cuando florece la última gloria de la mañana (2010) (Casa roja)
- Las crónicas de Mando (2012) (Casa roja)